# Elektriciteitsarrest

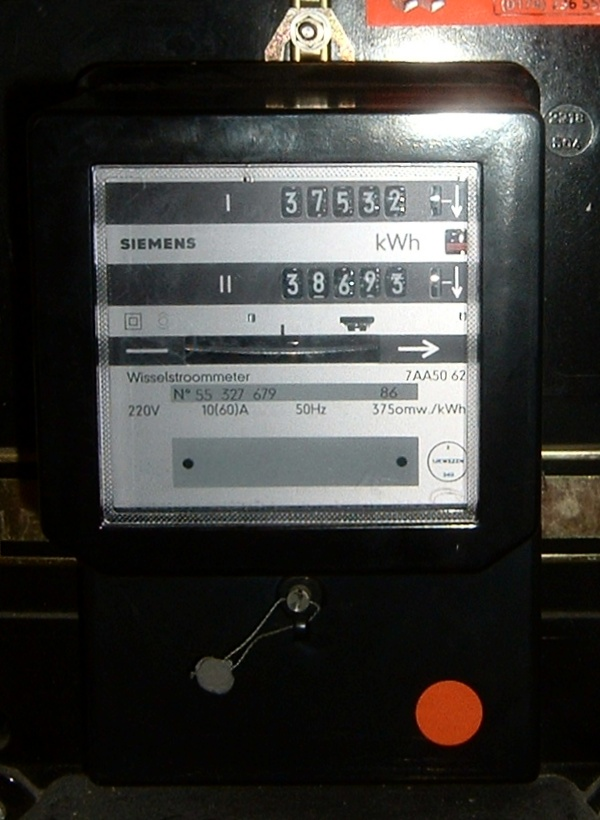
Analoge ferrarismeter met dubbel telwerk (dubbel tarief). Het verbruik van elektrisch vermogen wordt gemeten middels de roterende schijf (links van de pijl), die draait door het wervelstroomprincipe. Als de schijf wordt gestopt staat het telwerk stil.

Het Elektriciteitsarrest (HR 23 mei 1921, NJ 1921, p. 564) is een arrest van de Hoge Raad dat betrekking heeft op "diefstal" van elektriciteit ofwel "elektrische energie", dat wil zeggen van elektrisch vermogen geïntegreerd over de tijd.

## Casus
Een tandarts in Den Haag gebruikte herhaaldelijk een breinaald om de elektriciteitsmeter stil te zetten, zodat het verbruik van de elektrische energie niet werd geteld.
De tandarts werd "diefstal meermalen gepleegd" ten laste gelegd conform artikel 310 Sr en werd door de rechtbank en in hoger beroep door het hof tot drie maanden gevangenisstraf veroordeeld.

## Rechtsvraag
De te beantwoorden rechtsvraag in deze casus luidde: valt elektriciteit als "enig goed" in strafrechtelijke zin te kwalificeren? (Ja) 

### Conclusie van de advocaat-generaal
De advocaat-generaal adviseerde in zijn conclusie naar de Hoge Raad, dat het bezwaar van de rekwirant tegen het kwalificeren van elektriciteit als "enig goed" gegrond zou moeten worden verklaard en hij adviseerde dan ook tot vernietiging van het gewezen arrest door het hof. In zijn redenering gaf hij aan dat enkel "stoffelijke voorwerpen" gekwalificeerd kunnen worden als "enig goed".
Ter ondersteuning van zijn advies bracht Besier naar voren dat schending van "wetenschappelijken, letterkundigen en artistieken eigendom" niet als diefstal te bestempelen is en dat dit bij elektriciteit derhalve ook niet het geval kan zijn. Besier bracht elektriciteit daarmee op één lijn met "wetenschappelijken, letterkundigen en artistieken eigendom" en noemde het allebei "onstoffelijke vermogensobjecten".

### Overwegingen van de Hoge Raad
In cassatie verweerde de tandarts zich met de stelling dat elektriciteit niet als "enig goed" valt te kwalificeren, zodat niet aan de delictsomschrijving van artikel 310 Sr (diefstal) was voldaan.
Het cassatieberoep werd verworpen. De Hoge Raad overwoog: 

Artikel 310 Sr heeft ten doel het vermogen te beschermen. Het duidt op geenerlei wijze nader aan wat onder "enig goed" verstaan moet worden. Electrische energie moet op grond van haar eigenschappen daartoe worden gerekend. (...) De omstandigheden, waaronder requirant zich de electrische energie heeft toegeëigend, stempelen het feit tot diefstal: eerst doordat hij een lamp of motor inschakelde ging de electrische energie in zijn macht over. Het tot zich nemen van electrische energie in strijd met de voorwaarden waaronder de gemeente daartoe het recht gaf, levert wederrechtelijke toeëigening op.

Ter ontkrachting van het door Besiers' aangevoerde argument dat elektriciteit op één lijn te brengen is met wetenschappelijke, letterkundige en artistieke eigendom, geeft de HR in zijn overwegingen aan dat dergelijke eigendommen als geestesproduct van de mens vallen aan te merken en mitsdiens niet als vermogensobject vallen te betitelen. De vergelijking met wat nu intellectueel eigendom wordt genoemd en elektriciteit gaat volgens de HR mank.
De conclusie van de Hoge Raad – en tevens het antwoord op de rechtsvraag – was dat het aftappen van elektriciteit, bijvoorbeeld door de meter te manipuleren, als diefstal valt aan te merken.